# با احتیاط وحشت کنید
با احتیاط وحشت کنید (به انگلیسی: Panic Carefully) یک فیلم دلهره‌آور آمریکایی به کارگردانی و نویسندگی سم اسماعیل است. جولیا رابرتز، الیزابت اولسن، ادی ردمین، برایان تایری هنری، بن چاپلین، آیدان گیلن، جو آلوین، نالدی موری و سباستین اوروزکو در این فیلم به ایفای نقش پرداخته‌اند.

## بازیگران
- جولیا رابرتز
- الیزابت اولسن
- ادی ردمین
- برایان تایری هنری
- جو آلوین
- بن چاپلین
- آیدان گیلن
- نالدی موری
- سباستین اوروزکو

## تولید
در فوریه ۲۰۲۴ اعلام شد که سم اسماعیل و جولیا رابرتز قرار است دوباره در این فیلم با هم متحد شوند و استودیوهای نتفلیکس، پارامونت پیکچرز و برادران وارنر در تلاش برای تصاحب این پروژه هستند. در ماه دسامبر، اعلام شد که برادران وارنر فیلم را توزیع خواهد کرد و الیزابت اولسن و ادی ردمین به بازیگران پیوستند. برایان تایری هنری در همان ماه وارد مذاکرات نهایی برای پیوستن به بازیگران شد. در ژانویه ۲۰۲۵، بن چاپلین، آیدان گیلن، جو آلوین، نالدی موری و سباستین اوروزکو به بازیگران اضافه شدند و هنری برای ایفای نقش خودش تأیید شد.
تصویربرداری اصلی در ژانویه ۲۰۲۵ در لندن آغاز شد.